# Яйцеживородні тварини

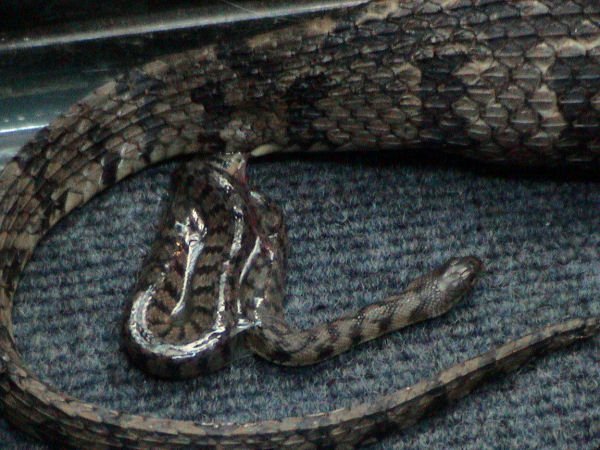
Народження алмазного водяного вужа (Nerodia rhombifer)

Яйцеживородні тварини — тварини, у яких при розмноженні ембріон розвивається в середині яйця, яке, у свою чергу, залишається в тілі матері (або, у випадку морського коника, батька) до моменту вилуплення молодняка. Ця стратегія народження є проміжною між стратегією живородних та яйцекладних тварин. На відміну від живородних тварин і подібно до яйцекладних, ембріон живиться поживними речовинами яєчного жовтка, а не ресурсами материнського організму, окрім газообміну. Дитинчата часто позбавляються яйцевих оболонок ще в утробі матері, безпосередньо перед самим народженням.
Яйцеживородна стратегія використовується багатьма водними формами тварин, такими як деякі риби (живородні риби), плазуни та безхребетні. Деякі молоді земноводні також народжуються у вигляді личинок, та проходять метаморфоз поза межами материнського організму.